# Мезель (кантон)
Мезе́ль (фр. Mézel) — кантон во Франции, находится в регионе Прованс — Альпы — Лазурный Берег, департамент Альпы Верхнего Прованса. Входит в состав округа Динь-ле-Бен.
Код INSEE кантона — 0415. Всего в кантон Мезель входит 8 коммун, из них главной коммуной является Мезель.

## Коммуны кантона
| Коммуна         | Население, чел. (1999) | Почтовый индекс | Код INSEE |
| --------------- | ---------------------- | --------------- | --------- |
| Бейн            | 114                    | 04270           | 04028     |
| Бра-д’Асс       | 475                    | 04270           | 04031     |
| Мажастр         | 2                      | 04270           | 04107     |
| Мезель          | 536                    | 04270           | 04121     |
| Сен-Жанне       | 38                     | 04270           | 04181     |
| Сен-Жюльен-д’Ас | 149                    | 04270           | 04182     |
| Шаторедон       | 96                     | 04270           | 04054     |
| Эстублон        | 337                    | 04270           | 04084     |

## Население
Население кантона на 2007 год составляло 1 957 человек.
| 1962  | 1968  | 1975  | 1982  | 1990  | 1999  | 2006  | 2007  | 2008 |
| ----- | ----- | ----- | ----- | ----- | ----- | ----- | ----- | ---- |
| 1 036 | 1 128 | 1 094 | 1 158 | 1 433 | 1 648 | 1 908 | 1 957 | —    |